# Apache Felix
Apache Felix — свободный фреймворк, являющийся реализацией спецификации OSGi Release 4. Основой данного фреймворка является проект Oscar из состава ObjectWeb. 21 июня 2007 года фреймворк стал проектом верхнего уровня некоммерческой организации Apache Software Foundation.

## Проекты использующие Apache Felix
Список проектов, использующих фреймворк Apache Felix:
- ServiceMix 4[5] — свободная реализация шины ESB с OSGi ядром. Также предоставляет поддержку JBI.
- Apache Sling — OSGi-based applications layer for JCR content repositories.
- EasyBeans — свободный контейнер для EJB 3.0.
- GlassFish (v3, v4) — сервер приложений для Java EE.
- JOnAS 5 — свободный сервер приложений для Java EE 5.
- Project Fuji in Open ESB v3 — легковесное и модульное ядро для шины ESB.
- Jitsi — свободный мультипротокольный менеджер сообщений, написанный на Java с поддержкой VoIP.
- modulefusion — свободная библиотека программного кода для разработки интерпрайз приложений.
- NetBeans — бесплатная интегрированная среда разработки.
- Spring Roo — RAD-инструмент для разработки корпоративных приложений на Java.